# Гуттен-Чапский, Эмерик
Эмерик Карлович (Захарьяш Николай Северин) фон Гуттен-Чапский (1828—1896) — участник Крымской войны (1854), Новгородский, Санкт-Петербургский вице-губернатор, камергер императорского Двора, нумизмат, автор типологического каталога польских и литовских монет.

## Биография
Родился в имении Станьково Столбцовского повета (сегодня Дзержинский район) Минской губернии. Закончив 1-ю Виленскую гимназию в 1845 году поступил на 2-е отделение (физико-математическое) философского факультета Московского университета. После окончания университета, 18 мая 1851 года поступил на службу в Министерство внутренних дел.
Принимал участие в Крымской войне.
В 1863—1864 годах занимал должность Новгородского вице-губернатора, в 1865—1867 годах — Санкт-Петербургский вице-губернатор; камергер (с 1866), председатель Тюремного комитета и Лесного комитета Министерства государственных имуществ Российской империи; с 29 апреля 1867 года — действительный статский советник. Из-за разногласий с императором Александром II по поводу дарения лесных угодий ушёл в отставку.
Проживал в родовом имении в Станьково, где собрал обширную коллекцию предметов искусства, часть которой сегодня составляет филиал Национального музея под названием Музей имени Эмерика Гуттен-Чапского в Кракове. Возвёл основные застройки дворцового комплекса в Станьково. С 1872 (по другим данным — с 1886) года владелец усадьбы в деревне Прилуки.

## Семья
Был женат на Елизавете-Каролине-Анне, урождённой баронессе фон Мейендорф (1833—1916).
Сын Кароль Ян Александр (1860—1904) — был градоначальником Минска; сын Ежи (Георгий; 1861—1930) — возглавлял Общество сельского хозяйства Минской губернии и общество Красного Креста; дочери София и Эльжбета.

## Коллекция
Интерес коллекционирования у него был самым широким: монеты, археологические находки, иконы, живопись, оружие, предметы декоративно-прикладного искусства. В его библиотеке насчитывалось около 20 тыс. книг (в том числе знаменитая Брестская библия). До его переезда в Краков коллекция хранилась в родовом имении в Станьково.
Первоначально его коллекцию составляли русские удельные монеты, затем стал собирать и польские. В 1854 году его коллекция польских монет значительно пополнилась за счёт приобретения большого собрания монет у Михаила Тышкевича. Коллекция продолжала увеличиваться, и к началу 1860 года насчитывала 3 087 монет и медалей.
Занимался систематизацией польских монет, хранящихся в Эрмитаже, за что получил их часть. Его коллекция польских монет и медалей насчитывала 12 тысяч штук. Свою коллекцию он описал в пятитомнике «Catalogue de la collection des medalies et monnaies polonaises du Comte Emeric Hutten-Czapski».
По его завещанию был создан музей (носящий его имя и до сих пор). В 1903 году музей был передан в дар гмине города Кракова и стал отделом Национального музея в Кракове. Вся нумизматическая коллекция Чапского сохранилась до наших дней почти в неизменном состоянии.

## Фотогалерея

Герб Гуттен-Чапских
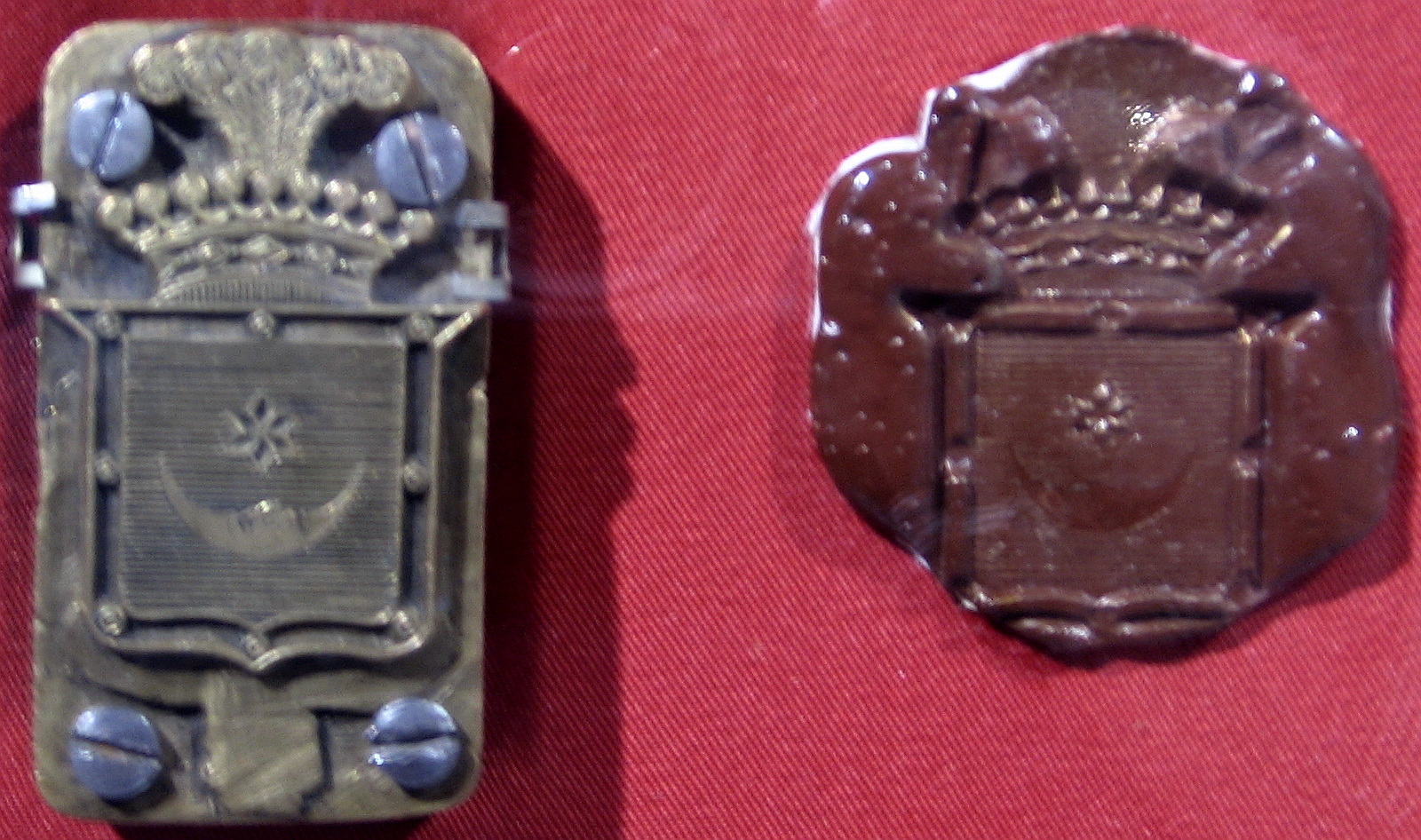
Печати Эмерика и Кароля, графов Гуттен-Чапских
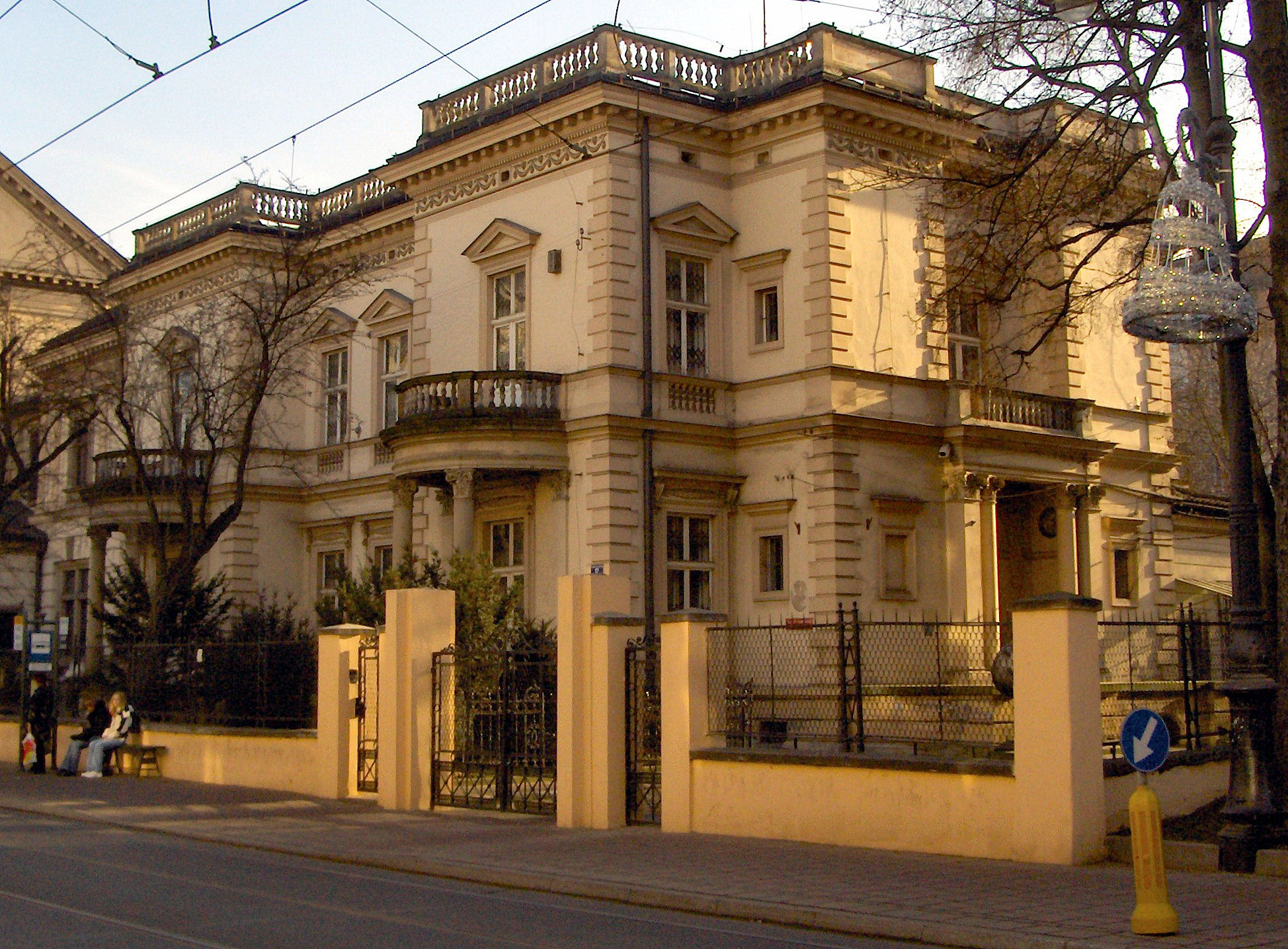
Здание Музей Чапских в Кракове
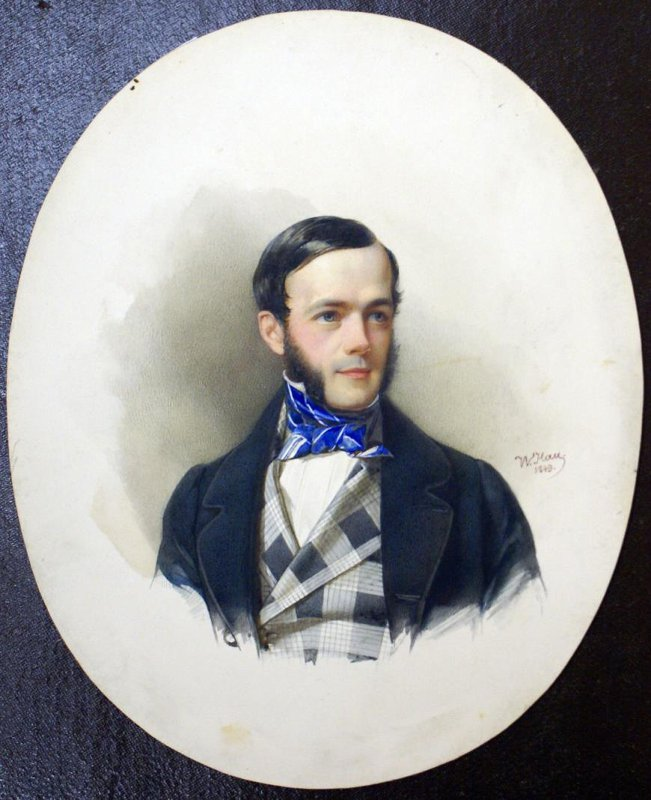
Портрет. 1849. Эрмитаж